# Nickelodeon Sverige
Nickelodeon Sverige är en barn-TV-kanal i Sverige. Kanalen blev 2006 den tredje mest populära barnkanalen i Sverige, efter SVTB och Disney Channel.

## Historik
Nickelodeon blev tillgänglig i Sverige 1996 då en allskandinavisk analog variant upprättades av Viasat. Sedan 2001 har kanalen sänts i det svenska digitala marknätet. Den allskandinaviska kanalen sände mellan klockan 16.00 och 20.00 på eftermiddagen. Och delade sedan transponder med TV6 Nature/Action World under sent 1990-tal. I mars 2008 fick Nickelodeon rätt att sända i det digitala marknätet mellan klockan 05.00 och 19.00.
Den 18 juni 2008 debuterade den svenska varianten av Nickelodeon, med egen tablå. Till skillnad från den allskandinaviska varianten, som sänds från Storbritannien, sänds den svenska varianten från Nederländerna.
I september 2013 började man använda sig av samma symboler som Nickelodeon USA och Nickelodeon UK & Ireland.
Från januari 2009 delade kanalen utrymme med Comedy Central Sverige, innan de två kanalerna fick var sitt utrymme i november 2013. Den 1 oktober 2010 lanserades systerkanalen Nick Jr. i Sverige. Nick Jr sänds även som programblock i huvudkanalen Nickelodeon mellan klockan 05.00 och 06.30.

## Sändningstider
Den svenska versionen sänder inte dygnet runt, vilket kanalen gör på många ställen utanför Norden, utan enbart under dagtid, kl 05.00–22.00.
Vid slutet av 1990-talet började Nickelodeon, som tidigare hade delat kanalplats med ZTV, att sända på TV6 kanalplats under dagtid.
Under sommaren 2008 utökades sändningarna med två timmar från kl 05.00–19.00 samtidigt som kanalen började sända reklam. I november 2013 började man sända fram till kl 21.00. Från årsskiftet 2008-2009 till november 2013 delade Nickelodeon kanalplats med svenska Comedy Central. Från 1 oktober 2015 började Nickelodeon sända ända fram till kl 22.00. 
De flesta av programmen som visas i Sverige är originalproduktioner från amerikanska Nickelodeon som har dubbats till svenska. Den svenska versionen var från början, till skillnad från de amerikanska och brittiska, helt reklamfri och finansierades helt på intäkter från abonnemang.

## Program
Tablån börjar med Nick Jr för yngre barn, med serier som Dora the Explorer, Backyardigans och Postis Per. Kanalen innehåller också musikvideor, "Nick Hits". Tecknade program för yngre barn dubbas till svenska.
Nicktoons The Fairly OddParents sändes i Disney Channel och Nickelodeon (tidigt 2009).

### Fotnoter
1. ↑  ”Årsrapport 2013”. MMS. Arkiverad från originalet den 24 december 2014. https://web.archive.org/web/20141224200611/http://mms.se/wp-content/uploads/_dokument/rapporter/tv-tittande/ar/%C3%85rsrapporter/%C3%85rsrapport%202013.pdf. Läst 23 juli 2015.
2. ↑  ”Tillstånd att sända marksänd TV för Nickelodeon International Ltd (Nickelodeon), appendix 19”. Swedish Radio and TV Authority. 27 mars 2008. Arkiverad från originalet den 24 juli 2015. https://web.archive.org/web/20150724025026/http://www.radioochtv.se/documents/tillst%C3%A5ndsprocesser/marks%C3%A4nd%20tv%202014/13-01812%20beslut%20tillstand%20marksand%20tv%20slutligt.pdf.
3. ↑  . http://www.mynewsdesk.com/se/viasat_sverige/news/mer-nickelodeon-och-comedy-central-hos-viasat-69328.